# Degersjön (Hörnefors socken, Västerbotten)
Degersjön är en sjö i Umeå kommun i Västerbotten och ingår i Umeälven-Hörnåns kustområde. Sjön har en area på 0,19 kvadratkilometer och ligger 11 meter över havet. Sjön avvattnas av vattendraget Lakabäcken.

## Delavrinningsområde
Degersjön ingår i det delavrinningsområde (706735-170647) som SMHI kallar för Mynnar i Lillbäcken. Medelhöjden är 14 meter över havet och ytan är 1,65 kvadratkilometer. Det finns inga avrinningsområden uppströms utan avrinningsområdet är högsta punkten. Lakabäcken som avvattnar avrinningsområdet har biflödesordning 2, vilket innebär att vattnet flödar genom totalt 2 vattendrag innan det når havet efter 0,3 kilometer. Avrinningsområdet består mestadels av skog (79 procent). Avrinningsområdet har 0,19 kvadratkilometer vattenytor vilket ger det en sjöprocent på 11,6 procent.